# Callista di Lippe
Callista di Lippe, (in tedesco: Calixta Agnes Adelaide Irmgard Helene Caroline Elise Emma) (Potsdam, 14 ottobre 1895 – Erbach, 15 dicembre 1982), era la moglie del principe Valdemaro di Prussia.

## Biografia
Callista era la figlia del conte Federico Guglielmo di Lippe-Biesterfeld, figlio di Giulio di Lippe-Biesterfeld, e di sua moglie la contessa Gisela Berta Adelheid Klothilde Emma Klementine di Ysenburg e Büdingen a Meerholz. Suo padre era un colonnello con l'esercito prussiano. Nel 1905, suo padre assunse il grado principesco, facendo sì che a Callista fosse assegnato il grado di principessa con lo stile di Sua Altezza Serena.
Era cugina di primo grado della principessa Maria Adelaide di Lippe e del principe Bernardo di Lippe-Biesterfeld, consorte di Giuliana dei Paesi Bassi.

## Matrimonio
Sposò, il 14 agosto 1919 a Hemmelmark, il principe Valdemaro di Prussia (1889-1945), figlio del principe Enrico di Prussia. La coppia non ebbe figli a causa dell'emofilia di cui soffriva Valdemaro.

### Seconda guerra mondiale
La coppia risiedette in Baviera per la maggior parte della seconda guerra mondiale ma vissero al castello di Kamenz, in Slesia, alla fine della guerra. Nella primavera del 1945, la coppia fuggì a Tutzing con l'avvicinarsi alle truppe russe, poiché Callista non era disposta a lasciarlo in balia dell'Armata Rossa, nonostante Valdemaro fosse in preda a un attacco di emofilia. Dopo un lungo e doloroso viaggio attraverso Praga, raggiunsero infine Tutzing, dove Valdemaro ricevette una trasfusione di sangue. L'esercito americano invase l'area il giorno seguente e ha dirottato tutte le risorse mediche e le forniture per curare le vittime nei campi di concentramento nelle vicinanze. Di conseguenza, queste azioni hanno impedito al medico tedesco di Valdemaro di curarlo. Qui, Valdemaro morì il 2 maggio 1945 a causa della mancanza di strutture per la trasfusione di sangue.

## Morte
Callista sopravvisse al marito oltre 35 anni, risiedendo a Reinhartshausen nei pressi di Erbach, dove morì il 15 dicembre 1982.

## Ascendenza
|                                                     |                                                |                                                                 | Genitori                                                        |  |  | Nonni |  |  | Bisnonni                                          |  |  | Trisnonni                                |  |
|                                                     |                                                |                                                                 |                                                                 |  |  |       |  |  | 8. Wilhelm Ernst, VIII conte di Lippe-Biesterfeld |  |  | 16. Karl, VII conte di Lippe-Biesterfeld |  |
|                                                     |                                                |                                                                 |                                                                 |  |  |       |  |  | 8. Wilhelm Ernst, VIII conte di Lippe-Biesterfeld |  |  | 16. Karl, VII conte di Lippe-Biesterfeld |  |
|                                                     |                                                | 17. contessa Ferdinande zu Bentheim-Tecklenburg-Rheda           |                                                                 |  |  |       |  |  | 8. Wilhelm Ernst, VIII conte di Lippe-Biesterfeld |  |  |                                          |  |
| 4. Julius, IX conte di Lippe-Biesterfeld            |                                                |                                                                 |                                                                 |  |  |       |  |  | 8. Wilhelm Ernst, VIII conte di Lippe-Biesterfeld |  |  |                                          |  |
|                                                     |                                                | 9. Modeste von Unruh                                            | 18. Karl Philipp von Unruh                                      |  |  |       |  |  |                                                   |  |  |                                          |  |
|                                                     |                                                | 9. Modeste von Unruh                                            | 18. Karl Philipp von Unruh                                      |  |  |       |  |  |                                                   |  |  |                                          |  |
|                                                     |                                                | 9. Modeste von Unruh                                            | 19. Elisabeth Henriette Dorothea von Kameke                     |  |  |       |  |  |                                                   |  |  |                                          |  |
| 2. principe Friedrich Wilhelm zur Lippe-Biesterfeld |                                                | 9. Modeste von Unruh                                            |                                                                 |  |  |       |  |  |                                                   |  |  |                                          |  |
|                                                     |                                                | 10. Friedrich Ludwig, V conte di Castell-Castell                | 20. Albrecht Friedrich Carl, IV conte di Castell-Castell        |  |  |       |  |  |                                                   |  |  |                                          |  |
|                                                     |                                                | 10. Friedrich Ludwig, V conte di Castell-Castell                | 20. Albrecht Friedrich Carl, IV conte di Castell-Castell        |  |  |       |  |  |                                                   |  |  |                                          |  |
|                                                     |                                                | 10. Friedrich Ludwig, V conte di Castell-Castell                | 21. contessa Amalie zu Löwenstein-Wertheim-Virneburg            |  |  |       |  |  |                                                   |  |  |                                          |  |
| 5. contessa Adelheid zu Castell-Castell             |                                                | 10. Friedrich Ludwig, V conte di Castell-Castell                |                                                                 |  |  |       |  |  |                                                   |  |  |                                          |  |
|                                                     |                                                | 11. principessa Emilie zu Hohenlohe-Langenburg                  | 22. Karl Ludwig, III principe di Hohenlohe-Langenburg           |  |  |       |  |  |                                                   |  |  |                                          |  |
|                                                     |                                                | 11. principessa Emilie zu Hohenlohe-Langenburg                  | 22. Karl Ludwig, III principe di Hohenlohe-Langenburg           |  |  |       |  |  |                                                   |  |  |                                          |  |
|                                                     |                                                | 11. principessa Emilie zu Hohenlohe-Langenburg                  | 23. contessa Amalie zu Solms-Baruth                             |  |  |       |  |  |                                                   |  |  |                                          |  |
| 1. principessa Calixta zur Lippe                    |                                                | 11. principessa Emilie zu Hohenlohe-Langenburg                  |                                                                 |  |  |       |  |  |                                                   |  |  |                                          |  |
|                                                     | 12. conte Joseph zu Ysenburg-Büdingen-Meerholz | 24. Johann Friedrich, III conte di Ysenburg-Büdingen-Meerholz   |                                                                 |  |  |       |  |  |                                                   |  |  |                                          |  |
|                                                     | 12. conte Joseph zu Ysenburg-Büdingen-Meerholz | 24. Johann Friedrich, III conte di Ysenburg-Büdingen-Meerholz   |                                                                 |  |  |       |  |  |                                                   |  |  |                                          |  |
|                                                     | 12. conte Joseph zu Ysenburg-Büdingen-Meerholz | 25. contessa Karoline von Salm-Grumbach                         |                                                                 |  |  |       |  |  |                                                   |  |  |                                          |  |
| 6. Carl, V conte di Ysenburg-Büdingen-Meerholz      | 12. conte Joseph zu Ysenburg-Büdingen-Meerholz |                                                                 |                                                                 |  |  |       |  |  |                                                   |  |  |                                          |  |
|                                                     |                                                | 13. contessa Dorothea zu Castell-Castell                        | 26. Albrecht Friedrich Carl, IV conte di Castell-Castell (= 20) |  |  |       |  |  |                                                   |  |  |                                          |  |
|                                                     |                                                | 13. contessa Dorothea zu Castell-Castell                        | 26. Albrecht Friedrich Carl, IV conte di Castell-Castell (= 20) |  |  |       |  |  |                                                   |  |  |                                          |  |
|                                                     |                                                | 13. contessa Dorothea zu Castell-Castell                        | 27. contessa Amalie zu Löwenstein-Wertheim-Virneburg (= 21)     |  |  |       |  |  |                                                   |  |  |                                          |  |
| 3. contessa Gisela zu Ysenburg-Büdingen-Meerholz    |                                                | 13. contessa Dorothea zu Castell-Castell                        |                                                                 |  |  |       |  |  |                                                   |  |  |                                          |  |
|                                                     |                                                | 14. Ernst Casimir II, II principe di Ysenburg-Büdingen-Büdingen | 28. Ernst Casimir I, I principe di Ysenburg-Büdingen-Büdingen   |  |  |       |  |  |                                                   |  |  |                                          |  |
|                                                     |                                                | 14. Ernst Casimir II, II principe di Ysenburg-Büdingen-Büdingen | 28. Ernst Casimir I, I principe di Ysenburg-Büdingen-Büdingen   |  |  |       |  |  |                                                   |  |  |                                          |  |
|                                                     |                                                | 14. Ernst Casimir II, II principe di Ysenburg-Büdingen-Büdingen | 29. contessa Ferdinande zu Erbach-Schönberg                     |  |  |       |  |  |                                                   |  |  |                                          |  |
| 7. principessa Agnes zu Ysenburg-Büdingen-Büdingen  |                                                | 14. Ernst Casimir II, II principe di Ysenburg-Büdingen-Büdingen |                                                                 |  |  |       |  |  |                                                   |  |  |                                          |  |
|                                                     |                                                | 15. contessa Thekla zu Erbach-Fürstenau                         | 30. Albrecht, VI conte di Erbach-Fürstenau                      |  |  |       |  |  |                                                   |  |  |                                          |  |
|                                                     |                                                | 15. contessa Thekla zu Erbach-Fürstenau                         | 30. Albrecht, VI conte di Erbach-Fürstenau                      |  |  |       |  |  |                                                   |  |  |                                          |  |
|                                                     |                                                | 15. contessa Thekla zu Erbach-Fürstenau                         | 31. principessa Emilie zu Hohenlohe-Neuenstein-Ingelfingen      |  |  |       |  |  |                                                   |  |  |                                          |  |
|                                                     |                                                | 15. contessa Thekla zu Erbach-Fürstenau                         |                                                                 |  |  |       |  |  |                                                   |  |  |                                          |  |